# أنابيلا (ممثلة)
سوزان جورجيت شاربنتييه  (بالفرنسية: Annabella) (ولدت في 14 يوليو 1907 - 18 سبتمبر 1996) ممثلة سينمائية فرنسية، عرفت فنياً باسم أنابيلا  ; ظهرت في 46 فيلم بين عامي 1927 - 1952. بما في ذلك عملها في بعض أفلام هوليوود خلال أواخر عقد 1930 وعقد 1940.

## روابط خارجية
- أنابيلا على موقع IMDb (الإنجليزية)
- أنابيلا على موقع مونزينجر (الألمانية)
- أنابيلا على موقع ألو سيني (الفرنسية)
- أنابيلا على موقع تيرنر كلاسيك موفيز (الإنجليزية)
- أنابيلا على موقع أول موفي (الإنجليزية)
- أنابيلا على موقع قاعدة بيانات برودواي على الإنترنت (الإنجليزية)
- أنابيلا على موقع قاعدة بيانات برودواي على الإنترنت (الإنجليزية)
- أنابيلا على موقع قاعدة بيانات الأفلام السويدية (السويدية)
- أنابيلا على موقع إن إن دي بي (الإنجليزية)
- أنابيلا على موقع قاعدة بيانات الفيلم (الإنجليزية)
- أنابيلا (ممثلة) على موقع فايند أغريف
- صور والأدب
- موقع أنابيلا على شبكة الإنترنت